# Magainina
Le magainine sono una classe di peptidi antimicrobici scoperti in Xenopus laevis. I peptidi in questa classe sono cationici, generalmente mancano di una conformazione stabile in acqua anche se formano una α-elica anfipatica nelle membrane. Anche se il loro meccanismo d'azione contro i microrganismi non è del tutto chiaro, essi mirano a distruggere le membrane cellulari di un ampio spettro di batteri, protozoi e funghi.
Furono scoperti in maniera indipendente dai laboratori di Michael Zasloff al NIH e Dudley H. Williams all'Università di Cambridge. Il loro nome è stato dato da Zasloff in onore della parola ebraica "scudo", מגן māgēn (pronuncia in ebraico : magain).
Zasloff aiutò a fondare una società, la Magainin Pharmaceuticals (successivamente chiamata Genaera), atta a sviluppare medicinali a base di magainine. Un candidato promettente era un analogo della magainina classica, chiamato pexiganan (MSI-78), che la compagnia sviluppò come agente topico per le ulcere del piede diabetico infette. Tuttavia, nel 1999 la FDA ha respinto la domanda in quanto il pexiganan non era migliore dei trattamenti standard. Un'altra società, Dipexium Pharmaceuticals, ha in seguito condotto ulteriori studi clinici per lo stesso uso, falliti nel 2016 in fase III dei test clinici.